# Michel Andrieu (Theologe)
Michel Andrieu (* 28. Mai 1886 in Millau; † 2. Oktober 1956 in Straßburg) war ein französischer römisch-katholischer Liturgiewissenschaftler, der vor allem im Bereich der mittelalterlichen Liturgiegeschichte forschte.

## Leben
Andrieu trat der Gemeinschaft der Oratorianer bei und studierte von 1907 bis 1910 katholische Theologie in Fribourg. 1910 wurde er zum Priester geweiht. Er qualifizierte sich durch weitere Studien der christlichen Archäologie in Rom und der Literatur in Paris. 1918 wurde er als Professor für christliche Archäologie und Liturgiegeschichte an die katholisch-theologische Fakultät der Universität Straßburg berufen, wo er bis zum Eintritt in den Ruhestand 1956 wirkte. Im selben Jahr verstarb er.

## Wirken
Andrieus erstes größeres Werk behandelt die mittelalterliche Theorie der Kontaktkonsekration innerhalb der Liturgie des Karfreitags. Sein langjähriges Forscherinteresse galt dann in erster Linie den Ordines Romani, frühmittelalterlichen Gottesdienstordnungen des Römischen Ritus. Er edierte 50 dieser Ordines unter Heranziehung zahlreicher mittelalterlicher Manuskripte aus europäischen Bibliotheken. Ein weiterer Schwerpunkt seiner Arbeit war die Edition der handschriftlichen mittelalterlichen Pontifikalien des römischen Liturgiebereichs.

## Schriften
- Monografie
  - Michel Andrieu: Immixtio et consecratio. La consécration par contact dans les documents liturgiques du moyen âge. Picard, Paris 1924.
- Edition der Ordines Romani
  - Les Ordines Romani du haut mouyen-âge. 1. Les manuscrits. Louvain 1931.
  - Les Ordines Romani du haut mouyen-âge. 2. Les textes. Ordines 1–13. Louvain 1948.
  - Les Ordines Romani du haut mouyen-âge. 3. Les textes. Ordines 14–34. Louvain 1951.
  - Les Ordines Romani du haut mouyen-âge. 4. Les textes. Ordines 35–49. Louvain 1956.
  - Les Ordines Romani du haut mouyen-âge. 5. Les textes. Ordo 50. Louvain 1961.

- Edition der mittelalterlichen Pontifikalien
  - Le pontifical romain au Moyen-Âge. 1. Le pontifical romain du XII siècle. Biblioteca Apostolica Vaticana, Città del Vaticano 1938.
  - Le pontifical romain au Moyen-Âge. 2. Le pontifical de la curie romaine au XIIIe siècle. Biblioteca Apostolica Vaticana, Città del Vaticano 1940.
  - Le pontifical romain au Moyen-Âge. 3. Le pontifical de Guillaume Durand. Biblioteca Apostolica Vaticana, Città del Vaticano 1940.
  - Le pontifical romain au Moyen-Âge. 4. Tables alphabétiques. Biblioteca Apostolica Vaticana, Città del Vaticano 1941.